# Ogna
Ogna o Oghna fou una thikana o jagir de l'antic principat de Mewar, a la regió selvàtica de Bhomat a la regió de les muntanyes Aravalli a la part sud-oest del país. El 1940 va quedar integrat en el districte de Kherwara en la divisió administrativa d'aquell any del Mewar. La capital era el poble d'Ogna a la vora del riu Wakal.
Ogna, definit com una terra de gran bellesa i verdor exuberant, és famosa per haver emès una valuosos segells de correus (els de Mewar sobrecarregats)